# Lustprinzip
Das Lustprinzip ist ein zentrales Konzept der klassischen psychoanalytischen Theorie von Sigmund Freud (1856–1939), weil grundlegend für viele seiner weiteren theoretischen Vorstellungen. So ist nach Freuds Auffassung die topologische Struktur des Es Voraussetzung für das Streben nach sofortiger und ungehinderter Befriedigung elementarer Triebe bzw. innerer Bedürfnisse. Das Erleben von Lust ist nach dem Konstanzprinzip identisch mit dem Abbau von Triebspannung. Der komplementäre psychische Wirkmechanismus zum Lustprinzip ist das sogenannte Realitätsprinzip. Dieses erfordert Anpassung an die Außenwelt und ihre Gegensätze. Das notwendige Gleichgewicht zwischen Lust- und Realitätsprinzip wird durch Verdrängung unlustbesetzter Vorstellungen aufrechterhalten. 
Entgegen einem weit verbreiteten Irrtum bezieht Freud das Lustprinzip in seinen späteren Werken nicht mehr ausschließlich auf das sexuelle Lustempfinden, sondern kommt zu dem Ergebnis, dass es für jede Art von Bedürfnissen oder Mängeln maßgeblich ist, die ein Lebewesen ausgleichen muss, um sich und seine Art zu erhalten.

## Entwicklung der Theorie

### Wirklichkeit
Aufgrund der Primärvorgänge ist eine Tendenz zur Abkehr von der Realität erkennbar. Sie ist in ontogenetischer und entwicklungsgeschichtlicher Hinsicht konkretisierbar. Durch Verdrängung zieht sich psychische Tätigkeit zurück von Vorstellungen und Akten, welche Unlust erregen können.

### Die Libido
Die Herkunft aller Formen der Lust, die auf der biologischen Ebene erkennbar werden, sah Freud in einer universalen, triebenergetischen Lebenskraft, die er Libido nannte, vergleichbar mit „Lebenskraft“ bzw. „élan vital“ im Sinn Henri Bergsons.
An sich monistisch, äußere sich diese nicht empirisch messbare Energie ab dem Moment ihrer Verwirklichung dualistisch, d. h. nimmt nach Freud geist-körperliche oder zeit-räumliche Formen und Verhaltensweisen an, also zugleich den Aspekt der Psyche und Physis. Beide sind erst wieder im „Es“ harmonisch vereinigt. Vor allem ist dies der Fall in dem Moment, da das Gleichgewicht zwischen den sich mit Unlust meldenden Grundbedürfnissen und der (lustvollen) Befriedigung des ihnen innewohnenden Begehrens hergestellt worden ist.
Die in den früheren Werken Freuds vertretene Hypothese eines nur in der Sexualität wirkenden Lustprinzips war begründet in Patientinnen, die an der sog. Hysterie litten und deren Träume – wie mittels ihrer Freien Assoziationen deutlich wurde – häufig zu ihren unbewussten genitalen Bedürfnissen verwiesen.

### Kindliche Lust
Aus Beobachtungen von Kleinkindern schloss Freud bald auf ein von Geburt an bestehendes Luststreben. Dies erschien ihm jedoch als so vielgestaltig und unspezifisch, dass er es nicht als Vorläufer ausschließlich sexueller Lust bezeichnen wollte. Stattdessen prägte er zur Benennung des kindlichen Lustverhaltens den aus heutiger Sicht irreführend anmutenden Begriff der „polymorphen Perversionen“ – eine Maßnahme, die Freud ergriff, um von seinen zeitgenössischen Fachkollegen überhaupt annähernd verstanden zu werden, da in dieser Zeit Kindern die körperliche Lustbetätigung von der Religion wie der Wissenschaft konsequent abgesprochen wurde. Kindheit war als „asexuell“ definiert, also unschuldiger Engelszustand im Sinne der kirchlichen Lehre.
Die so genannten polymorph-perversen kindlichen Regungen äußern sich nach Freud nicht nur in der Befriedigung über die Geschlechtsorgane (Onanie bereits in der Wiege, 'Doktorspiele'), sondern ganz allgemein in jeder Form des Lustgewinns durch Körperkontakt (Haut an Haut zu mehreren, allein an Gegenständen sich reiben, Saugen, Nuckeln mit und ohne Nahrungsaufnahme, Ausscheidung, Nasebohren usw.). Schon Ansätze von Lustfeindlichkeit durch einschränkende moralische Erziehung führen Freuds Theorie zufolge zu einer Einschränkung der natürlichen Antriebe und zu Neurosen.

## Das Lustprinzip
Freud entdeckte das Lustprinzip anhand der Traumanalyse, aus deren Befunden er den Hauptteil seiner Erkenntnisse gewann. Das Anstreben von Lust und vernunftgelenktes Meiden von Unlust verkörpern die zwei elementarsten Aspekte des Lustprinzips. Das Lustprinzip wirkt sowohl in dem Bedürfnis nach Nahrungsaufnahme zur unmittelbaren Lebenserhaltung wie auch in der sexuellen Lustbefriedigung zur arterhaltenden Vermehrung, ferner im geistigen Streben nach Lust (Wissensdurst), im Sozialen und in den anderen naturgemäßen Bedürfnissen.
Ein unbefriedigtes Grundbedürfnis ist reines Begehren. Es erzeugt wesensmäßig energetische Spannungen, die entweder auf eher körperlicher oder auf eher geistiger Ebene spürbar werden; je nachdem, welches Bedürfnis es war, das unbefriedigt blieb. In Frage kommen z. B. Einsamkeitsspannungen infolge sozialer Frustrationen, oder Unsicherheit infolge eines Sachverhaltes, der (geistig) nicht geklärt wurde; ebenso "Hunger" als vielleicht reinste Form des immer auf Triebenergie reduzierbaren Verlangens. Jeder der Antriebe verlangt auf seine je eigene Weise nach Befriedigung (Lustgewinn bis zur Stillung des Bedürfnisses).
Es wird dabei nach dem Prinzip der Triebökonomie verfahren, d. h. die Energie investiert zunächst etwas von sich selbst, um die Erzeugung von Unlustgefühlen wie z. B. Hunger zu bewirken. Erst deren innere Wahrnehmung veranlasst den Organismus –  d. h. sein "Ich"  – nach den zu ihrer Stillung geeigneten Objekten zu suchen, wobei als Mehrwert der Investition Lust gewonnen wird.
Das ICH/Bewusstsein hat dabei die Aufgabe, nach Klarheit in sich und nach äußeren Lebensquellen zu suchen: So sind Menschen also fähig, im wechselseitig fruchtbaren Austausch die sozialen Spannungen abzubauen, die sich aus einer vorherigen Frustration ergaben, oder auch sich um Nahrung zu kümmern, bei der sich die Lust über deren Einverleibung einstellt.